# Inga edulis
Inga edulis, è un albero leguminoso delle Americhe, dall'Amazonia all'America Centrale e nelle Isole dei Caraibi; è presente in Brasile, Costa Rica, El Salvador, Honduras, Guatemala,Venezuela, Ecuador, Colombia, Panamá,  Nicaragua, Messico e Perù. Il suo valore risiede nei grandi baccelli dolci, nella capacità di fissare l’azoto, nella produzione di legname e nella formazione di chiome ombreggianti per colture perenni come caffè e cacao nel Neotropico. L’albero può raggiungere i 20 metri di altezza e fruttifica generalmente durante la stagione delle piogge, motivo per cui i suoi frutti sono disponibili solo in determinati periodi dell’anno; in condizioni ideali, può fruttificare due volte l’anno. 
Il nome comune di questa pianta presenta variazioni regionali lungo tutta la sua distribuzione geografica, e in molti casi viene confuso anche con i frutti di altri membri del genere Inga, come Inga inicuil o Inga vera. I nomi più diffusi con cui viene chiamato il frutto, ossia il baccello, sono: aguatope, cuajiniquil, guaba o guama (Colombia), jinicuile, mandraque (Ecuador), pacae o pacay, paterna (Honduras) e pepeto (El Salvador).  
È una delle specie più utilizzate come albero da ombra nelle piantagioni di caffè del Neotropico. Nella lingua quechua (zona andina sudamericana) inga è la parola originaria di Inca, il monarca dell’Impero Inca. Gli “Inga”, ovvero la classe nobile degli Inca, furono costretti a rifugiarsi in molte aree andine remote e difficilmente accessibili di Perù, Colombia, Argentina, Bolivia, Cile ed Ecuador. Per questo motivo, in queste zone è ancora presente il cognome Inga. La parola jinicuil deriva invece dal nahuatl icxinecuilli, composto da icxi(tl), che significa “piede”, e necuilli, “storto”: letteralmente “piede storto”, in riferimento alla forma dei baccelli, che ricordano le piante dei piedi.  
Inga edulis è stato descritta per la prima volta da Carl Friedrich Philipp von Martius e pubblicato in Flora nel 1837.

## Descrizione della pianta
Alberi alti da 4 fino a 30 metri, con un diametro che può raggiungere 1 m. La chioma è appiattita, ampia, molto estesa, con fogliame rado; quando dispone di spazio forma una 

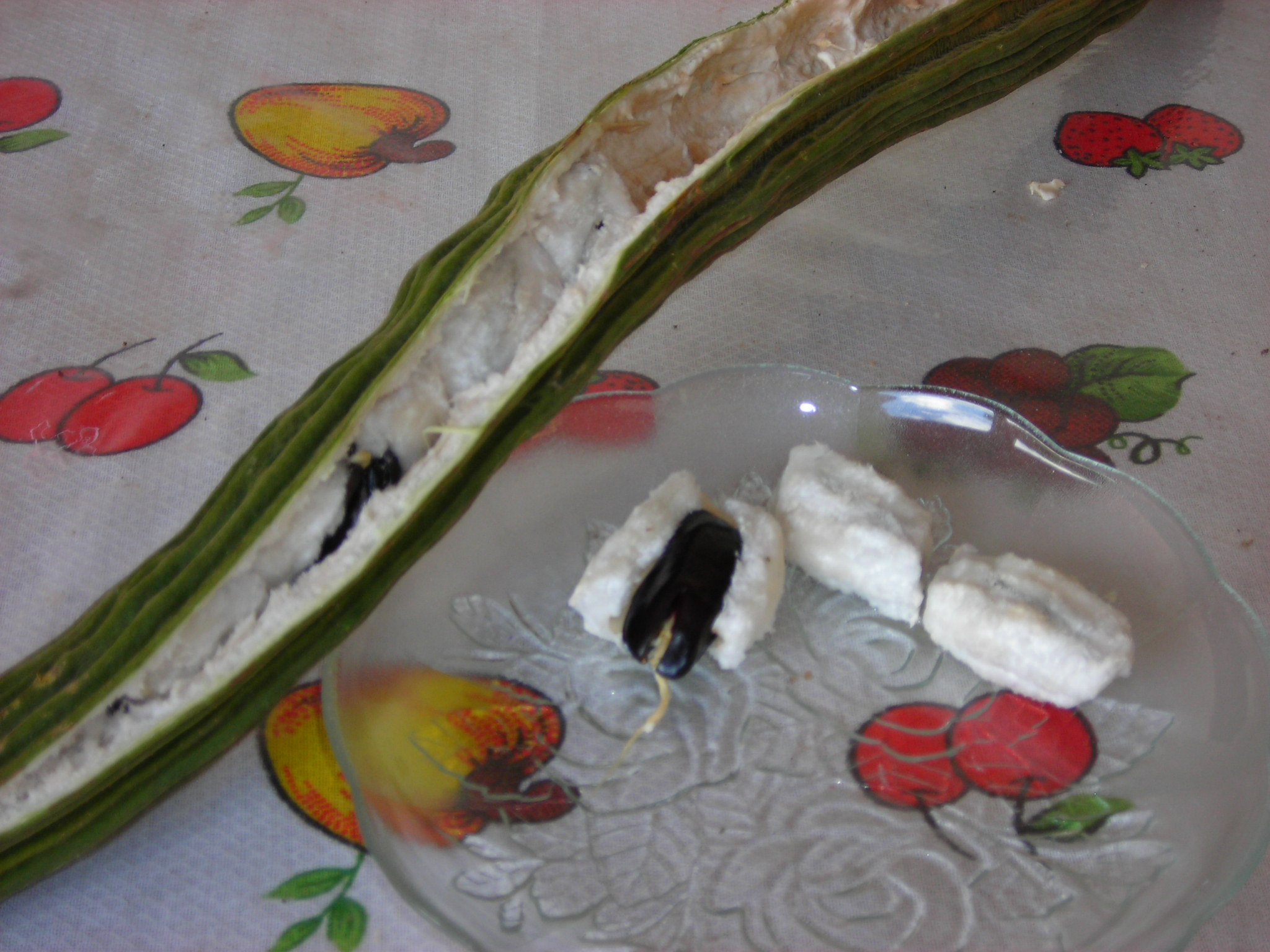
Inga edulis

chioma aperta che produce un’ombra leggera. Tronco diritto, rami lunghi. Corteccia grigio pallido con lenticelle, più o meno liscia con alcuni solchi sottili; la parte interna va dal rosa al castano ed è leggermente amara, con i rametti ferruginei-tomentosi e lenticelle disposte ad angolo o in rilievi.
Foglie alterne, composte, pennate e vellutate, di 10–18 paia di foglioline lanceolate, caduche, lunghe 18–30 cm; piccioli di 0,3–2,0 cm, da cilindrici a alati, disposti in due file divergenti; rachide lungo 7,0–11,0 cm, alato, a margine liscio, con entrambe le superfici leggermente vellutate. Foglioline ellittiche di 3,5–6,0 cm di lunghezza per 1,5–3,5 cm di larghezza, da lanceolate a ovate, occasionalmente ellittiche; pagina superiore opaca, da grigiastra a bruno-giallastra, con scaglie dense lungo la nervatura principale; pagina inferiore opaca.

Infiorescenza generalmente costituita da poche spighe peduncolate situate nelle ascelle delle foglie, oppure frequentemente pannicolata grazie all’inserzione di queste spighe nei nodi sub-terminali; spighe per lo più lunghe 6–8 cm. Legumi lunghi fino a 1 m e larghi fino a 2 cm o più, ferruginei-tomentosi, talvolta tetragoni o subtereti, con margini che ricoprono quasi interamente le facce.

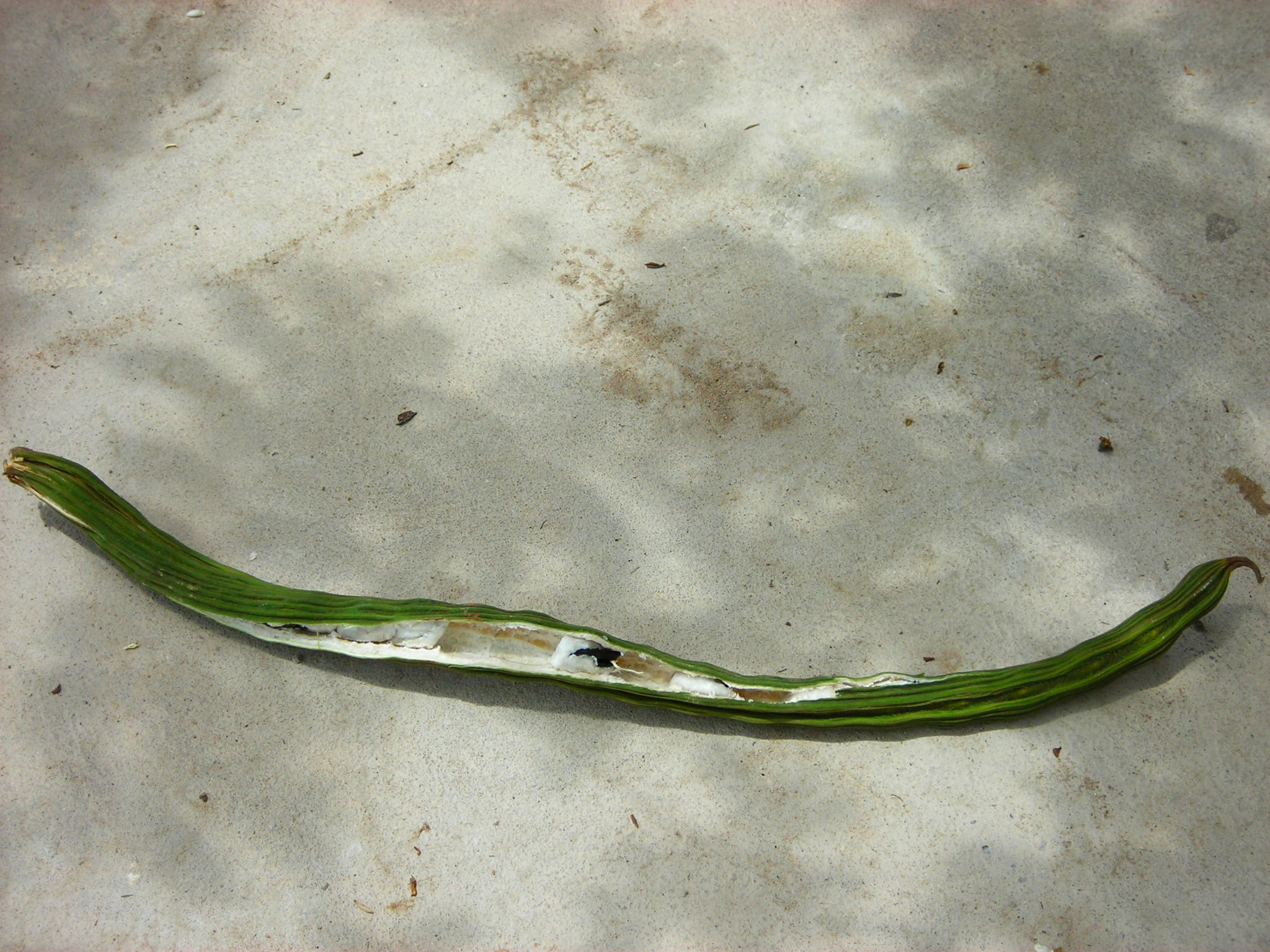
Inga edulis

Fiori sottili, sessili o pedicellati, con bottoni fiorali aperti, lobi che si toccano senza saldarsi completamente; i fiori diventano giallo-verdastri poche ore dopo l’apertura. Hanno stami allungati, lunghi 5–7,5 cm e larghi 7,5–9 cm; solo uno o due fiori si aprono al giorno per ogni racemo, aprendosi completamente all’alba e appassendo durante la giornata. Calice lungo 1,0–1,8 cm, a forma di imbuto, occasionalmente semicampanulato, robusto e liscio, con stami inseriti in un tubo staminifero.
Il frutto è un baccello leggermente curvo e di colore scuro, lungo 8,0–18,0 cm, largo 1,3–2,2 cm e spesso 0,8–1,3 cm, cilindrico, costoluto, da diritto a spiralato, con due ampie striature longitudinali. Contiene una polpa bianca, poche sementi e non si apre spontaneamente a maturazione. Le informazioni raccolte dai coltivatori di caffè suggeriscono che le radici tendano a essere superficiali e molto ramificate.

### Frutto
Il frutto è un baccello appiattito, indeiscente, di colore verde, solcato longitudinalmente da più scanalature e di lunghezza variabile, che può raggiungere fino a un metro. I semi sono verdi, lunghi circa 3 cm (con un intervallo tra 1,4 e 5 cm), ricoperti da un arillo bianco, morbido e zuccherino.

## Distribuzione
Originaria dell’America tropicale, è stata introdotta a Cuba. La sua presenza si estende dal Messico al Sud America, comprese le Antille. È presente anche in Giamaica e Porto Rico.

## Habitat
La guama è una pianta adattata alle condizioni dei climi tropicali e subtropicali, con temperature medie pari o superiori a 20 °C, purché non vi siano gelate. È adatta a condizioni di precipitazione comprese tra 1.000 e oltre 5.000 mm, a suoli acidi con pH 4,0 e con elevata saturazione di alluminio, e persino a suoli desertici inseriti in sistemi di irrigazione. Si trova distribuita in tutta l’America del Sud tropicale, dall’Oceano Pacifico all’Oceano Atlantico, sebbene esista in modo naturale soltanto nella regione amazzonica. Altre specie del genere Inga venivano coltivate sin dall’epoca precolombiana lungo la costa peruviana.

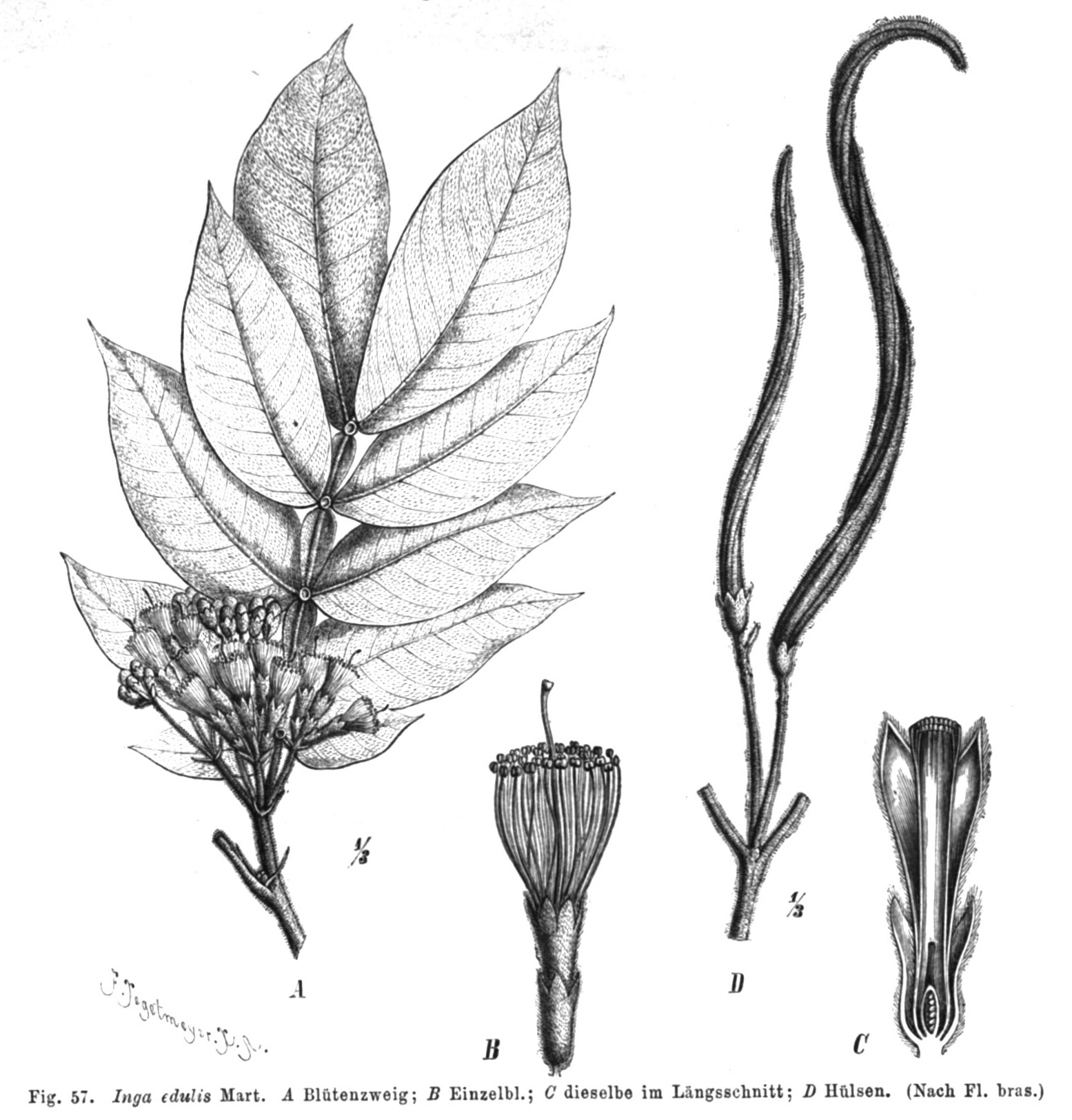
Illustrazione di Tauber.

Cresce bene da 0 a 1800 m s.l.m., preferibilmente con una temperatura media di 15 °C. È moderatamente resistente ai periodi di siccità. Predilige suoli profondi e ben drenati, e richiede terreni da franco-argillosi ad argillosi; tollera suoli leggermente acidi con tendenza alla neutralità.

È comune lungo le rive dei fiumi e nelle conche riparate. Poiché la pianta tollera un’ampia varietà di tipi di suolo e possiede una certa resistenza alla siccità, la si trova spesso associata a numerose specie forestali. È frequente nelle zone di vita tropicali molto umide o umide, dove la precipitazione annua varia tra 1000 e 4000 mm, sebbene sia stata segnalata anche in aree secche.

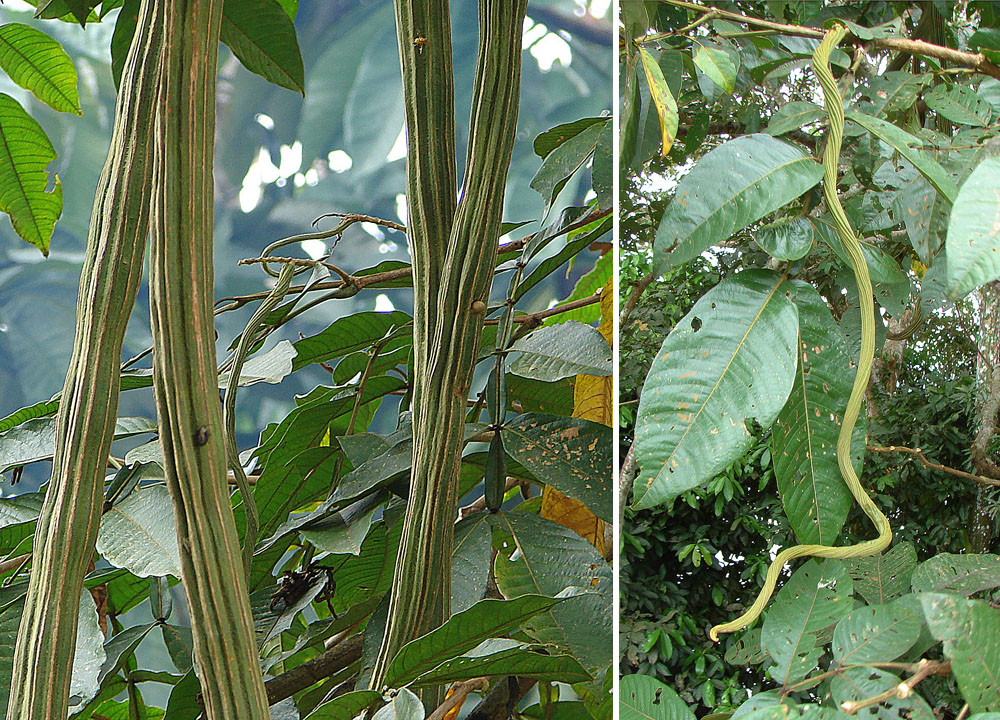
Frutto maturo e non maturo.

Si trova nelle regioni costiere e ai piedi delle montagne prossime alla costa. È una specie primaria/secondaria, che può essere rinvenuta in boschi di querce, boschi a galleria, boschi tropicali caducifogli, boschi tropicali sempreverdi, boschi tropicali semidecidui e macchia xerofila.

## Coltivazione

### Metodi di propagazione
La propagazione avviene per seme, il quale presenta oltre il 90% di capacità germinativa; la germinazione inizia quando il frutto ha completato il proprio sviluppo e talvolta avviene già all’interno del baccello. La germinazione inizia entro tre giorni (qualora non sia già cominciata al momento della raccolta del frutto) e raggiunge il massimo entro tredici giorni. Le piantine raggiungono i 28 cm di altezza in 20 settimane.
I semi perdono molto rapidamente la loro vitalità e non tollerano l’essiccazione, comportandosi come semi appartenenti al gruppo recalcitrante.